# Театр крові (фільм, 1973)
«Театр крові» (англ. Theatre of Blood) — британський комедійний фільм жахів 1973 року режисера Дугласа Гікокса.

## Сюжет
Едвард Лайонгарт (Вінсент Прайс), актор і режисер театру, який ціле життя грає у шекспірівських трагедіях. Йому остогидли критики, які не змогли оцінити його талант, хоч він і зберігає їхні статті про себе. Та останньою краплею стало те, що головну театральну нагороду вони присудили не йому, а якомусь акторові-початківцеві. І Едвард починає мстити, використовуючи для цього сцени вбивств із театральних п'єс Шекспіра.

## Ролі виконують
- Вінсент Прайс — Едвард Лайонгарт
- Діана Ріг — Едвіна Лайонгарт
- Ян Гендрі[en] — Перегрін Девлин
- Гаррі Ендрюс[en] — Тревор Дікмен
- Роберт Кут[en] — Олівер Лардінг
- Майкл Горден[en] — Джордж Максвел
- Роберт Морлі — Мередіт Мередю
- Ерік Сайкс — сержант Додж
- Джоан Гіксон — місіс Спраут

## Навколо фільму
- Фільм був повністю знятий у Лондоні та його околицях. Жодної сцени в студії не знімали.
- Для здійснення сцен восьми страшних вбивств було використано понад 20 літрів штучної крові.

## Нагороди
Фільм двічі був претендентом на нагороди американської Академії наукової фантастики, фентезі та фільмів жахів, однак нагородженим не був:
- у 1975 році — у номінації найкращий фільм жахів
- у 2008 році — у номінації найкраща колекція DVD.